# Jasik (gmina Prnjavor)
Jasik (cyr. Јасик) – wieś w Bośni i Hercegowinie, w Republice Serbskiej, w gminie Prnjavor. W 2013 roku liczyła 282 mieszkańców.